# Spilosoma irene
Spilosoma irene är en fjärilsart som beskrevs av Butler 1881. Spilosoma irene ingår i släktet Spilosoma och familjen björnspinnare. Inga underarter finns listade i Catalogue of Life.